# Мирослав Прокоп
Мирослав Прокоп (* 6 травня 1913, Перемишль, Королівство Галичини та Володимирії, Австро-Угорщина — † 7 грудня 2003, Нью Йорк) — провідний український учасник визвольно-революційної боротьби, політичний і громадський діяч, науковець і публіцист.

## Біографія
Закінчив гімназію у Перемишлі. З 1930 року почав викладати право у Львові, Берліні, Мюнхені та в УВУ, де одержав диплом доктора права.
Був членом ОУН з молодих років. 12-річним хлопцем арештований польською поліцією і в 1934 засуджений на 7 років ув'язнення за приналежність до ОУН. Завдяки амністії був звільнений в травні 1937 року. До 1939 редагував «Студентський Вісник» у Львові. Далі — Українську Пресову Службу.
15 вересня 1941, під час проведення Гестапо масових арештів членів ОУН у Львові, зумів уникнути долі багатьох своїх однодумців. Далі перейшов у глибоке підпілля.
1942 — обійняв в Києві посаду реферанта пропаганди ОУН в північно-східних регіонах України, опісля — референт пропаганди в Проводі ОУН.
1943 — редагував орган ОУН «Ідея і Чин» та керував підпільною радіостанцією, розташованою в Карпатах. На III-му Надзвичайному Великому Зборі ОУН з позицій інтегрального націоналізму на основі націонал-демократії, брав участь у створенні нової програми ОУН.
Як член «Ініціативного комітету» для створення «Української Головної Визвольної Ради» (УГВР) і учасник Великого Збору УГВР 11-15 липня 1944 року виголосив головну політичну програмну доповідь. Тут його обрали членом президії УГВР. В цьому ж році на доручення Проводу ОУН і Президії УГВР — емігрував, де продовжив політичну діяльність.
1945 — в Інсбруку разом із Марією Гарабач упорядковують архів ОУН.
Як член ЗЧ ОУН входив у Закордонний центр ОУН і Провід ЗЧ ОУН до 1948 року. Водночас залишився членом Проводу ОУН в Україні.
Як член ОУНз, в основному діяв в Закордонному представництві УГВР, насамперед як заступник голови до 1983 року, а опісля — як голова до 1987 року. З 1987 до 1995 — був головою середовища УГВР.
У 1952-1974 роках — заступник голови дослідно-видавничої асоціації «Пролог», а після, до 1981 — голова. З 1957 року, редагував англомовний «Огляд української совєцької преси», після заснування журналу «Сучасність» входив до складу редакції. Дійсний член НТШ-А, в травні 2003 року обраний почесним членом НТШ-А та УВАН.
Помер 7 грудня 2003 року в Нью-Йорку, США.

## Родина
Був одружений з Любов'ю Прокоп. Мав двох доньок Христину та Лідію.

## Доробок
- Автор відомих книг:
  - «Україна і українська політика Москви» (1956),
  - «Напередодні незалежної України» (1993),
- численних статей в «Сучасній Україні», «Сучасності», «Українському Самостійнику», «Свободі», «Українській Енциклопедії Українознавства».